# 梅茹伊夫卡
47°57′3″N 34°8′47″E / 47.95083°N 34.14639°E
梅茹伊夫卡（烏克蘭語：Межуївка），是烏克蘭中部的村莊，隸屬第聶伯羅彼得羅夫斯克州的尼科波爾區。該村處於巴扎夫盧克河左岸，距離洛什卡里夫卡2公里，海拔高度50米，2001年人口27。